# Kaipo (fleuve)

Le fleuve Kaipo  (anglais : Kaipo River) est un cours d’eau de l’Île du Sud de la Nouvelle-Zélande.

## Géographie
Il s’écoule dans la Baie de Kaipo , dans le nord des Fiordland.